# Vector de Runge-Lenz

Figura 1: El vector de RL A (en vermell) per a quatre punts (marcats com a 1, 2, 3 i 4) sobre l'òrbita el·líptica d'un planeta que es mou sota l'acció d'una força central que segueix la llei de la inversa del quadrat. En centre d'atracció es marca com un petit cercle negre a partir del qual es consideren que emanen els vectors posició (en negre). El moment angular L és perpendicular a l'òrbita. Els vectors coplanaris p×L i (mk/r)r es mostren en blau i en verd, respectivament. Aquestes variables es defineixen més endavant en aquest article. El vector A és constant en direcció i magnitud.

El  vector de Runge-Lenz  (o  vector de Laplace-Runge-Lenz ) és una constant de moviment del problema dels dos cossos en interacció gravitatòria mútua. L'existència d'aquesta integral de moviment és una de les formes més simples de provar que les trajectòries planetàries en aquest cas són còniques.

## Motivació
El vector de Runge-Lenz apareix de manera natural des de l'equació de moviment. Si prenen un sistema de referència inercial amb origen en el centre de masses i considerem les distàncies relatives dels dos cossos o astres respecte a ell, podem definir el vector diferència:

{\displaystyle \mathbf {r} =\mathbf {r} _{1}-\mathbf {r} _{2},\qquad \qquad \mathbf {R} _{CM}={\frac {M_{1}\mathbf {r} _{1}+M_{2}\mathbf {r} _{2}}{M_{1}+M_{2}}}=0}

On els dos vectors que apareixen en segon terme són els vectors de posició del primer i segon cos respectivament. En termes del vector diferència l'equació de moviment pot expressar-se com:

(1){\displaystyle {\ddot {\mathbf {r} }}=-\mu {\frac {\mathbf {r} }{r^{3}}}}

On μ =  G  ( m   1 + m   2 ). L'existència d'una constant addicional a més de l'energia i el moment angular es pot provar molt fàcilment a partir de(1). Si es multiplica per la velocitat s'obté:

{\displaystyle \mathbf {r} \times {\ddot {\mathbf {r} }}=\mathbf {0} }

Que es pot integrar sense dificultat:

{\displaystyle \mathbf {r} \times {\dot {\mathbf {r} }}=\mathbf {l} ={\mbox{cte.}}}

Aquesta vector constant de fet coincideix amb el moment angular per unitat de massa, i pot calcular sense dificultat a partir de les dades inicials. Si multipliquem aquest vector constant per l'acceleració novament i fem algunes manipulacions algebraiques tenim:

{\displaystyle \mathbf {l} \times {\ddot {\mathbf {r} }}=-{\frac {\mu }{r^{3}}}\mathbf {l} \times \mathbf {r} =-{\frac {\mu }{r^{3}}}[({\vec {r}}\times {\dot {\mathbf {r} }})\times \mathbf {r} ]=-{\frac {\mu }{r^{3}}}[r^{2}{\dot {\mathbf {r} }}-({\dot {\mathbf {r} }}\cdot \mathbf {r} )\mathbf {r} ]=-Mu\left[{\frac {\dot {\mathbf {r} }}{r}}-{\frac {\dot {r}}{r^{2}}}\mathbf {r} \right]=\mathrm {M} {\frac {d}{dt}}\left({\frac {\mathbf {r} }{r}}\right)}

D'aquesta última igualtat reordenant termes s'ha de:

(2){\displaystyle {\frac {d}{dt}}\left({\vec {l}}\times {\ddot {\mathbf {r} }}-\mu {\frac {\mathbf {r} }{r}}\right)=0\qquad \Rightarrow \qquad \mathbf {A} =\left({\vec {l}}\times {\ddot {\mathbf {r} }}-\mu {\frac {\mathbf {r} }{r}}\right)={\mbox{cte .}}}

I és aquest vector {\displaystyle \mathbf {A} } el que es coneix com a vector (Laplace-)Runge-Lenz .

## Propietats
- El vector de Runge-Lenz està contingut en el pla de l'òrbita.
- A més el vector de Runge-Lenz coincideix amb un dels semieixos de la cònica
- El mòdul del vector de Runge-Lenz de μ> 0 coincideix amb el valor absolut de l'excentricitat.
- Les components del vector de Runge-Lenz no són totes independents, ja que compleixen la relació {\displaystyle \mathbf {A} \cdot \mathbf {L} =0}

## Forma de l'òrbita
De la conservació del vector Runge-Lenz,(2), se segueix que la forma de l'òrbita en el problema de Kepler és una cònica. Per veure-ho basta multiplicar aquest vector escalarment amb el vector posició, per obtenir que:

{\displaystyle {\begin{cases}-\mathbf {r} \cdot ({\vec {l}}\times {\dot {\mathbf {r} }})=\mu r+\mathbf {A} \cdot \mathbf {r} ,\\\mathbf {l} \cdot ({\vec {r}}\times {\dot {\mathbf {r} }})=\mu r+\mathbf {A} \cdot \mathbf {r} \end{cases}}\qquad \Rightarrow \qquad \|\mathbf {l} \|^{2}=l^{2}=\mu r+\mathbf {A} \cdot \mathbf {r} }

Si la força és atractiva (μ> 0) podem reescriure la darrera expressió com:

(3){\displaystyle {\frac {l^{2}}{r}}=\mu +\mathbf {A} \cdot {\hat {\mathbf {r} }}=\mu (1+e\cos \varphi )\qquad \Rightarrow \qquad {\frac {p}{r}}=1+e\cos \varphi }

On  e  és la excentricitat de l'òrbita, i  p  =  l   2 /μ és el  semilatus rectum  de l'el·lipse, l'equació en coordenades polars ve donada per(3).